# إتش تي سي ون ميني 2
إتش تي سي ون ميني 2 (بالإنجليزية: HTC One Mini 2)‏ هو هاتف ذكي من إتش تي سي ضمن سلسلة إتش تي سي ون يعمل بنظام أندرويد تم الكشف عنه في مايو 2014، تم طرحه في الأسواق في مايو 2014.

## الخصائص
- نظام التشغيل: أندرويد
- الكاميرا الأمامية: 5 ميجابكسل
- الكاميرا الخلفية: 13 ميجابكسل
- الشاشة: إل سي دي
- الوزن: 137 غ (4.8 أونصة)
- المعالج: 1.2 جيجا هرتز رباعي النواة
- الذاكرة: 1 جيجابايت رام
- التخزين: 16 جيجابايت